# Living with Michael Jackson
Living with Michael Jackson è un documentario del 2003 prodotto dalla Granada Television realizzato dal giornalista britannico Martin Bashir e composto da varie interviste con Michael Jackson girate durante un periodo di 8 mesi: dalla metà del 2002 a gennaio 2003.
È stato trasmesso per la prima volta nel Regno Unito il 3 febbraio 2003 sulla ITV (come puntata speciale di Tonight), e negli Stati Uniti tre giorni dopo sulla ABC. Le rivelazioni di Jackson sulla vita personale estrapolate dall'intervista sono state uno dei fattori che lo hanno portato verso il processo per presunte molestie su minori. In Italia andò in onda in prima tv su Italia 1 il 1 marzo 2003 in seconda serata all'interno del contenitore scandalistico Lucignolo.

## Trama

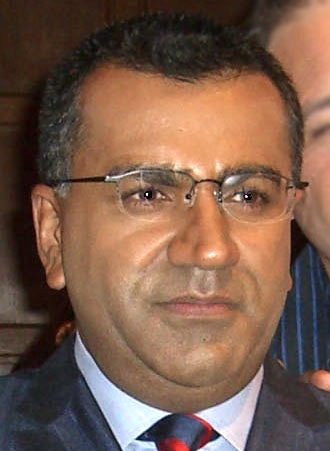
Il giornalista Martin Bashir.

Living with Michael Jackson si apre con Bashir che spiega come sia riuscito a convincere Jackson a sottoporsi all'intervista. Inizia quindi con le immagini al Neverland Ranch, dove Bashir passeggia nella tenuta intervistando Jackson per poi salire insieme sulla ruota panoramica e in seguito sfidandolo a una gara a go kart. In seguito, l'intervista si sposta all'interno del teatro e cinema personale dell'artista dove in una sala di prove Jackson spiega come scrive le canzoni e come compone i testi. Su richiesta di Bashir, dimostra anche come danza dicendo che la musica lo incarna completamente tentando inoltre, invano, di insegnare al giornalista a fare il moonwalk; successivamente Jackson ammette che il tema del ranch è ispirato a Peter Pan, dato che il personaggio per lui rappresenta l'infanzia, la voglia di restare bambini e la magia dichiarando di identificarsi in lui e di non voler crescere, dichiarando «sono Peter Pan nel mio cuore».
Vanno poi al "Giving Tree", un albero dal quale Jackson prende ispirazione per scrivere le sue canzoni. Qui Jackson mostra a Bashir come arrampicarsi sull'albero rimanendo poi seduto su un tronco in cima all'albero. In seguito, mentre Jackson e Bashir guardano delle riprese dei Jackson 5, l'artista si commuove ricordando come il padre Joe Jackson li maltrattava. Ammette allora che provava odio e paura per suo padre, ed è proprio per queste esperienze che lui non ha mai alzato una mano né contro i suoi figli né contro nessun altro bambino. Bashir commenta facendo notare che questa esperienza deve aver avuto un profondo impatto sul giovane Michael.
Dopo Neverland, Bashir segue Michael al Four Seasons Hotel di Las Vegas. Qui Jackson parla del suo cambiamento di aspetto e dell'amore per i suoi figli: rivela che durante i suoi primi tour i suoi fratelli spesso avevano rapporti sessuali con delle ragazze nella stessa stanza dove si trovava lui, ancora bambino, che doveva fingere di dormire. Quando Bashir gli chiede delle sue relazioni, Jackson racconta di una volta in cui la sua ex fidanzata Tatum O'Neal voleva fare l'amore con lui, ma egli si tirò indietro all'ultimo momento. Bashir e Jackson visitano anche un centro commerciale dove Jackson arriva a spendere quasi 6 milioni di dollari in un negozio di antiquariato.
Si giunge quindi al tema del cambiamento del suo aspetto, ma Jackson nega di essere ricorso molte volte alla chirurgia plastica sulla sua faccia. Poi parla di aver sofferto di acne giovanile durante l'adolescenza e che il padre e alcuni cugini lo prendevano in giro per il suo naso. Jackson racconta che dopo queste prese in giro doveva esibirsi davanti a migliaia di persone, dichiarando che era dura e che avrebbe preferito indossare una maschera. Bashir incontra i figli di Michael, Prince e Paris, i quali però indossano una maschera per non essere riconoscibili in pubblico.
L'intervista si sposta poi a Berlino dove Jackson si è recato per ricevere un premio per l'impegno umanitario ai Bambi Awards, qui visita anche il Zoologischer Garten Berlin, e partecipa a un'asta di beneficenza. Nelle interviste di Berlino, Jackson parla soprattutto del fatto avvenuto nel suo hotel il giorno prima dell'arrivo di Bashir, quando l'artista aveva mostrato ai fan il suo ultimogenito, soprannominato Blanket, alla finestra della sua camera d'hotel, secondo i media mettendolo in pericolo di vita. Jackson nega di averlo messo in pericolo di vita, dichiarando che teneva il figlio bello stretto e che non lo avrebbe mai lasciato cadere.
Tornato a Neverland, Jackson rivela che consente a volte ad alcuni bambini svantaggiati ospitati nel ranch di restare nel suo letto. Viene presentato allora un ragazzo tredicenne di nome Gavin Arvizo che, quando era malato di cancro, aveva conosciuto Jackson tramite un'associazione benefica. Il ragazzo dichiara che è stato il supporto di Jackson ad aiutarlo a guarire. Bashir però resta sorpreso dalla rivelazione di Jackson, ma il cantante ammette di aver lasciato il suo letto al ragazzino malato mentre lui dormì per terra. Il cantante spiega che la sua più grande ispirazione viene dai bambini, ma Bashir però continua a dichiarare, nella voce fuoricampo aggiunta al montaggio, di essere sorpreso dalle dichiarazioni di Jackson. Il montaggio mostra allora un primo piano sulle mani di Jackson e Arvizo che si tengono per mano.

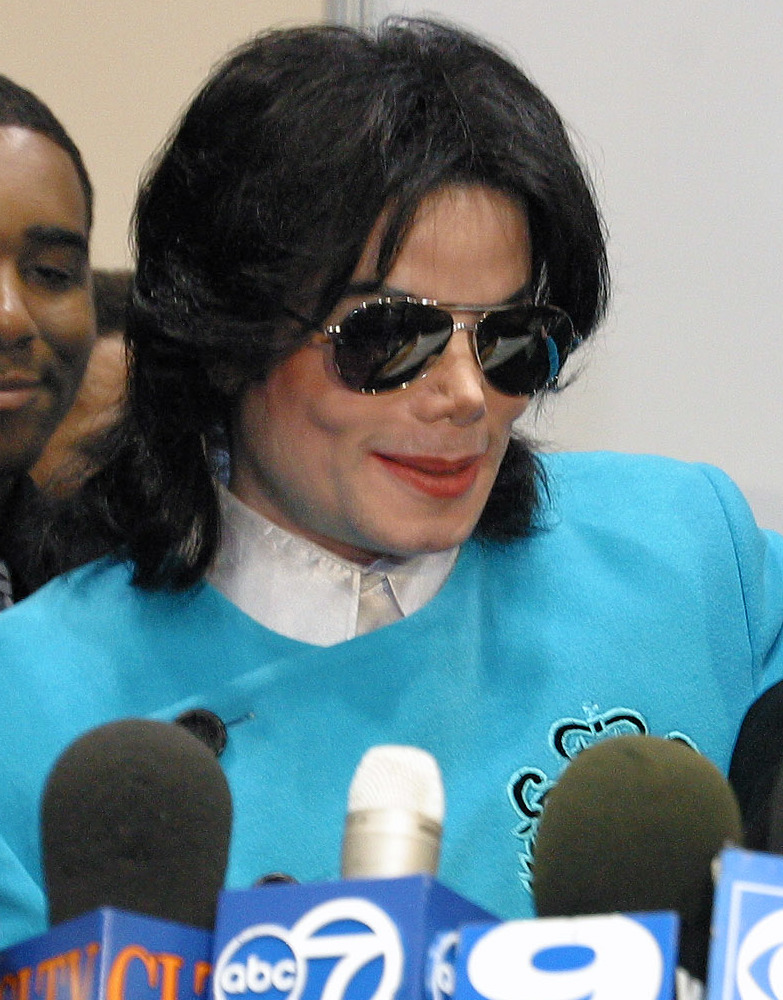
Michael Jackson nel 2003.

Nel gennaio del 2003, Bashir incontra Jackson a Miami per realizzare l'ultima l'intervista e torna a insistere sulla tematica dell'aspetto facciale. Jackson dichiara di aver avuto solo due operazioni per modificare il naso. Bashir comunque aggiunge nei suoi commenti fuoricampo, che secondo lui Jackson volle modificare il suo aspetto dopo la travagliata adolescenza e gli insulti ricevuti dal padre. Il giornalista successivamente chiede un commento a Jackson sul fatto che suo figlio Prince dichiara di non avere una madre: la popstar allora dice che Deborah Rowe fece i suoi due figli come dono per lui, perché lui voleva essere padre. Per quanto riguarda la madre del suo terzo figlio, Blanket, Michael Jackson dice che ha firmato un accordo per cui non può parlare di lei e della sua identità.
Nella parte più controversa del documentario, Bashir insiste nel chiedere a Jackson il motivo per cui invita dei bambini nella sua camera. Jackson dice che alcuni bambini come Macaulay Culkin, suo fratello Kieran e gli altri fratelli e sorelle hanno dormito con lui nello stesso letto, ma nega che ci siano stati contatti sessuali. Dice anche che per lui non ci sarebbero problemi se i suoi figli restassero con dei suoi amici fidati, ad esempio Barry Gibb, nemmeno se loro andassero nel letto di quest'ultimo.
A causa del patto di riservatezza, Jackson non può parlare delle accuse che gli furono rivolte nel 1993, ma rivela che decise di pagare la cifra richiesta dall'accusatore perché consigliato dai suoi consulenti finanziari e dai suoi avvocati che non potevano garantirgli che avrebbe avuto un processo equo e che sarebbe stato assolto, così da non dover interrompere la sua carriera per un processo di lunga durata. Spiega inoltre che pagare era l'unico modo per far sì che tutti i programmi televisivi e giornalistici sugli scandali sul suo conto finissero, evitando così di mettersi - per quanto fu possibile - in cattiva luce per reati mai commessi. Nel processo del 2005 venne dimostrato che quei 20 milioni non li pagò Jackson ma la sua assicurazione e che – a rigor di legge – il cantante non poté neppure opporsi. All'insistenza di Bashir di parlare del suo rapporto coi bambini, Jackson allora si commuove dichiarando che i bambini per lui sono importanti e che lui è sensibile al loro dolore concludendo che se non ci fossero più bambini al mondo si getterebbe giù da un balcone. Bashir conclude l'intervista con una voce fuori campo dichiarando che Neverland era un mondo che Jackson non avrebbe mai lasciato ma per lui invece era giunta l'ora di dire addio a Neverland.

## Accoglienza
Il documentario venne visto da oltre 15 milioni di spettatori britannici sul canale televisivo ITV1 mentre ben 27 milioni di telespettatori seguirono il documentario nella sua messa in onda qualche giorno dopo sul canale statunitense ABC.
Dopo la messa in onda, iniziò un grande trambusto mediatico dove il comportamento di Jackson coi bambini venne di nuovo messo in discussione con varie testate giornalistiche che iniziarono ad accusare il cantante di comportamenti bizzarri e a criticarlo per il fatto di lasciare dormire con lui i bambini.
Con questo documentario Jackson sperava di ripulire la sua immagine pubblica, ma invece il montaggio finale voluto da Bashir sortì l'effetto opposto e molti tabloid britannici pubblicarono titoli contro l'artista come: «I ragazzi di Jacko sono a rischio, i servizi sociali sondano la pazza star» (The Sun); «Perché dormo con bambini piccoli, di Michael Jackson» (The Mail); «Jacko: dormo ancora con i ragazzi» (Daily Mirror); «Vergogna di un Jacko» (Daily Express). La risposta dei media statunitensi alle anteprime del programma era in contrasto con la ricezione che ricevette dalla stampa britannica, con molti revisori che attaccavano Bashir ed esprimevano compassione per Jackson: il New York Times fece riferimento al comportamento del giornalista definendolo «calloso interesse personale mascherato da simpatia» e USA Today descrisse il suo stile di interviste come «eccessivamente intrusivo».

## Reazioni di Jackson
Jackson si sentì tradito dal montaggio che Bashir diede al documentario, accusandolo di dare un'immagine distorta della realtà. Sostenne, infatti, che l'anglo-pakistano aveva utilizzato, per la versione finale del documentario, soltanto il materiale che supportava i suoi pregiudizi e che quindi mostravano un'immagine negativa del cantante. Jackson commentò così:
Jackson presentò reclamo alla Independent Television Commission e alla Broadcasting Standards Commission del Regno Unito. La Granada si difese dichiarando che Jackson aveva dato totale libertà a Bashir e pertanto l'unico risultato delle azioni legali degli avvocati del cantante fu quello di bloccare ogni canzone dell'artista nel documentario, che vennero infatti tutte omesse e sostituite da musiche generiche nelle successive messe in onda negli altri paesi. Gli avvocati di Jackson presso la British High Court accusarono Martin Bashir e Granada TV che il documentario violava il contratto e non rispettava la fiducia datagli da Michael Jackson. Il processo però venne fermato quando Jackson fu accusato con 10 capi di imputazione alla fine del 2003. Dopo essere stato scagionato da tutte le accuse nel giugno del 2005, i suoi avvocati ebbero la possibilità di continuare il processo contro Bashir e Granada TV.

### Il contro-documentario
Per rimediare al disastro d'immagine causato dall'intervista con Bashir, Jackson rilasciò un secondo documentario composto principalmente da riprese effettuate dal suo cameraman personale, Hamid Moslehi, durante le interviste del giornalista inglese, chiamato Take Two - The Footage You Were Never Meant To See (Seconda Ripresa - I filmati che non avresti mai dovuto vedere). Questo documentario era presentato dal giornalista statunitense Maury Povich dal Neverland Ranch e conteneva il materiale omesso nella versione di Bashir. Vennero anche aggiunte interviste con persone vicine a Michael Jackson, come l'ex infermiera ed ex moglie di Jackson, Debbie Rowe. Proprio la Rowe dichiara che fu sua l'idea di nascondere il volto dei figli quando sono in pubblico o quando sono ripresi. Dichiarò poi che il concetto di "condivisione di un letto" può essere frainteso: per esempio, spiegò che le piace guardare la TV a letto e quando ha ospiti le capita di guardare la TV insieme a loro nel letto. Nel documentario vennero mostrate molte parti di interviste omesse da Bashir, in cui il giornalista lodava Jackson per il suo rapporto coi figli o con gli altri bambini ospiti di Neverland, mentre nella voce fuori campo del suo documentario diceva l'esatto opposto.

## Accuse, processo e sviluppi successivi
La famiglia Arvizo, che compariva nel documentario assieme a Jackson, inizialmente difese pubblicamente il cantante dalle accuse di presunti abusi di cui alcuni media avevano iniziato a ipotizzare, mentre in seguito cambiò opinione muovendo accuse di molestie su minori contro il cantante che, secondo la denuncia ufficiale, sarebbero però avvenute inverosimilmente solo dopo la messa in onda, quando Jackson era sotto gli occhi dei riflettori di tutto il mondo, creando qualche perplessità sulle accuse, ma il procuratore Tom Sneddon iniziò ugualmente un'indagine che, il 20 novembre del 2003, portò all'arresto dell'artista con 10 capi d'imputazione nei suoi confronti. Al processo che ne seguì, le accuse si rivelarono false e Il 13 giugno 2005 Jackson venne completamente assolto da ogni accusa. Al processo venne anche dimostrata la cattiva fede di Bashir, dove i giurati conclusero che il giornalista aveva creato un montaggio sensazionalistico per rovinare l'immagine di Jackson; in aula vennero infatti mostrate le immagini di entrambi i documentari, Living with Michael Jackson e Take Two, e vennero chiamati sul banco degli imputati alcuni testimoni, tra i quali lo stesso Bashir, che si rifiutò però di rispondere a gran parte delle domande degli avvocati di Jackson avvalendosi della legge-scudo della California che protegge i giornalisti dal rivelare le proprie fonti e parlare del loro lavoro.
Bashir ha più volte ammesso pubblicamente di non aver mai visto comportamenti sbagliati nei confronti dei minori da parte dell'artista. Dopo la morte di Michael Jackson, avvenuta il 25 giugno 2009, il giornalista ha dichiarato ad ABC News:
(Martin Bashir, nel 2009 dopo la morte di Michael Jackson)

### Recenti sviluppi
Nel 2021, Martin Bashir è finito nella bufera quando un'inchiesta del giudice Lord Dyson ha confermato che il giornalista ha ripetutamente ingannato la principessa Diana per convincerla a concedergli la famosa intervista del 1995 in cui la donna fece scottanti rivelazioni sulla famiglia reale inglese. Il giudice ha stabilito che Bashir ha agito in modo "ingannevole" e ha falsificato documenti per ottenere l'intervista. Il giornalista si è scusato pubblicamente coi figli della donna e si è trovato costretto a lasciare la BBC. Dopo lo scandalo, alcuni fan e alcuni familiari di Michael Jackson hanno iniziato alcune petizioni perché vi sia una simile indagine anche per quanto riguarda il comportamento tenuto da Bashir nei confronti di Jackson nel 2003. I familiari dell'artista hanno dichiarato di ritenere il giornalista tra i responsabili della disfatta mediatica di Jackson che avrebbe portato al processo dal quale l'artista non sarebbe più riuscito a riprendersi fino al giorno della sua morte nel 2009. Taj Jackson, figlio di Tito Jackson e nipote di Michael Jackson, facendosi portavoce dei suoi familiari, ha dichiarato su Twitter:
Anche la mia famiglia merita un'indagine e delle scuse.»
(Taj Jackson, 2021)